# Cristina Nan
Cristina Maria Nan (n. 19 mai 1990, în București) este o handbalistă din România care, până în vara lui 2020, a jucat pentru clubul CS Măgura Cisnădie pe postul de pivot.

## Carieră
Nan a evoluat inițial în Divizia A, la Rapid București, și a ajuns apoi la clubul CSM București în 2011, în urma unui scandal în care președinta Vali Caciureac a fost acuzată că „a vândut” două handbaliste pentru a acoperi datoriile clubului către CSM București. Cu CSM București, Nan a câștigat Liga Campionilor EHF în 2016 și o medalie de bronz în 2017. În 2017, s-a transferat la HC Dunărea Brăila, pentru care a evoluat până în luna decembrie, cănd urmare a restanțelor financiare și-a reziliat contractul. Returul sezonului 2017-2018, a jucat pentru Dinamo București iar în vara lui 2018 a semnat cu SCM Gloria Buzău. La sfârșitul sezonului 2018-2019, Nan s-a transferat la CS Măgura Cisnădie.
În 2016 i s-a decernat titlul de cetățean de onoare al municipiului București.

## Palmares
- Liga Campionilor EHF:
  -  Câștigătoare: 2016
  -  Medalie de bronz: 2017

- Cupa EHF:
  - Grupe: 2020
  - Optimi: 2012
  - Turul 2: 2018

- Liga Națională:
  - Câștigătoare: 2015, 2016, 2017

- Cupa României:
  -  Câștigătoare: 2016, 2017
  - Finalistă: 2015

- Supercupa României:
  -  Câștigătoare: 2016
  -  Finalistă: 2015

- Bucharest Trophy:
  -  Câștigătoare: 2014, 2015

## Statistică goluri și pase de gol
Conform Federației Române de Handbal, Federației Europene de Handbal și Federației Internaționale de Handbal:
| Sezon              | Echipă | Goluri |
| ------------------ | ------ | ------ |
|                    |        |        |
| 2013-14            |        |        |
| CSM București      | 9      |        |
|                    |        |        |
| 2014-15            |        |        |
| CSM București      | 12     |        |
|                    |        |        |
| 2015-16            |        |        |
| CSM București      | 15     |        |
|                    |        |        |
| 2016-17            |        |        |
| CSM București      | 3      |        |
|                    |        |        |
| 2017-18            |        |        |
| HC Dunărea Brăila  | -      |        |
|                    |        |        |
| 2018-19            |        |        |
| SCM Gloria Buzău   | 36     |        |
|                    |        |        |
| 2019-20            |        |        |
| CS Măgura Cisnădie | 19     |        |

| Sezon              | Echipă | Goluri |
| ------------------ | ------ | ------ |
|                    |        |        |
| 2012-13            |        |        |
| CSM București      |        |        |
|                    |        |        |
| 2013-14            |        |        |
| CSM București      |        |        |
|                    |        |        |
| 2014-15            |        |        |
| CSM București      | -      |        |
|                    |        |        |
| 2015-16            |        |        |
| CSM București      | 5      |        |
|                    |        |        |
| 2016-17            |        |        |
| CSM București      | -      |        |
|                    |        |        |
| 2018-19            |        |        |
| SCM Gloria Buzău   | 2      |        |
|                    |        |        |
| 2019-20            |        |        |
| CS Măgura Cisnădie | -      |        |

| Sezon         | Echipă | Goluri |
| ------------- | ------ | ------ |
|               |        |        |
| 2014-15       |        |        |
| CSM București | -      |        |
|               |        |        |
| 2015-16       |        |        |
| CSM București | -      |        |

| Ediția           | Echipă | Goluri | Pase de gol |
| ---------------- | ------ | ------ | ----------- |
|                  |        |        |             |
| Slovacia 2007    |        |        |             |
| România junioare | 1      | -      |             |

| Ediția      | Echipă | Goluri |
| ----------- | ------ | ------ |
|             |        |        |
| Spania 2016 |        |        |
| România     | 8      |        |

| Ediția       | Echipă | Goluri | Pase de gol |
| ------------ | ------ | ------ | ----------- |
|              |        |        |             |
| Gwangju 2015 |        |        |             |
| România      |        |        |             |

| Sezon         | Echipă | Goluri |
| ------------- | ------ | ------ |
|               |        |        |
| 2015-16       |        |        |
| CSM București | 2      |        |
|               |        |        |
| 2016-17       |        |        |
| CSM București | -      |        |

| Sezon              | Echipă | Goluri |
| ------------------ | ------ | ------ |
|                    |        |        |
| 2011-12            |        |        |
| CSM București      | 2      |        |
|                    |        |        |
| 2017-18            |        |        |
| HC Dunărea Brăila  | -      |        |
|                    |        |        |
| 2019-20            |        |        |
| CS Măgura Cisnădie | 13     |        |